# Якаб, Петер
Петер Якаб (венг. Jakab Péter; род. 16 августа 1980, Мишкольц) — венгерский политик. Бывший лидер партии Йоббик и член Венгерского парламента, в 2022 году создал собственное движение «На стороне народа».

## Происхождение и карьера
Петер Якаб родился 16 августа 1980 года в Мишкольце, Венгрия.
Окончил Университет в Мишкольце в 2004 году.
С 2009 по 2010 год он был учителем истории в средней цыганской школе и профессионально-техническом училище меньшинств имени Кали Яга в Мишкольце.
Всегда открыто говорил о своем еврейском происхождении.
Его прадедушка умер в Освенциме.
Его бабушка обратилась в христианство в 1925 году и воспитала 11 детей в Мезетуре.
На парламентских выборах 2018 года был избран членом парламента.
С февраля по июнь 2019 года был заместителем лидера парламентской группы Йоббик.
С июня 2019 года является лидером парламентской группы Йоббик.
25 января 2021 года Петер Якаб принял решение: он будет баллотироваться на первичных выборах в качестве кандидата на пост премьер-министра.